# Апостольский викариат Триполи
Апостольский викариат Триполи (лат. Vicariatus Apostolicus Tripolitanus) — апостольский викариат Римско-католической церкви с центром в городе Триполи, Ливия. Апостольский викариат Триполи подчиняется непосредственно Святому Престолу. В Триполи находится единственная католическая церковь святого Франциска Ассизского. Бывший кафедральный собор апостольского викариата Триполи используется в качестве мечети.

## История
В 1630 году Святой Престол учредил апостольскую префектуру Триполи, выделив её из епархии Лас-Пальмаса (сегодня — Епархия Канарских островов). Пастырское попечение апостольской префектурой Триполи было поручено монахам из монашеского ордена францисканцев.
В 1894 году апостольская префектура Триполи была преобразована в апостольский викариат Ливии.
3 февраля 1927 года апостольский викариат Ливии передал часть своей территории для создания апостольского викариата Киренаики (сегодня — апостольский викариат Бенгази).
22 июня 1939 года апостольский викариат Ливии был переименован в апостольский викариат Триполи. В этот же день апостольский викариат Триполи передал часть своей территории для учреждения новой апостольской префектуры Мисураты.

## Ординарии апостольского викариата
| - епископ Pascal Canto (1643 — ?); - епископ Pietro Tognoletto da Palermo (?); - епископ Girolamo da Castelvetrano (1675 — ?); - епископ Maurizio da Lucca (1691—1698); - епископ Giovanni Francesco da Varese (1698 — 7.06.1700); - епископ Nicolò da Chio (17.08.1700 — февраль 1707); - епископ Francesco Maria da Sarzana (1707 — 9.04.1713); - епископ Pietro da Castelfranco (21.08.1713 — 1719); - епископ Gian Andrea da Vignolo (1719); - епископ Bernardino da Lucca (1746—1748); - епископ Benvenuto da Rose (? — 1783); - епископ Clemente da Montalboldo (1783—1788); - епископ Candido di Genova; - епископ Gaudenzio da Trento (1790—1795); - епископ Pacifico da Monte Cassiano; | - епископ Benedetto da San Donato (1824); - епископ Filippo da Coltibuono (1832); - епископ Ludovico da Modena (? — 1843); - епископ Venanzio da San Venanzio (1843 — ?); - епископ Angelo Maria da Sant’Agata (1869); - епископ Carlo da Borgo Giovi (1899); - епископ Giuseppe Bevilacqua da Barrafranca (1904); - епископ Bonaventura Rossetti (август 1907 — ?); - епископ Ludovico Antomelli (23.02.1913 — 10.03.1919) — назначен епископом Витербо; - епископ Giacinto Tonizza (7.08.1919 — 16.04.1935); - епископ Camillo Vittorino Facchinetti (9.03.1936 — 25.12.1950); - епископ Vitale Bonifacio Bertoli (5.04.1951 — 10.03.1967); - епископ Guido Attilio Previtali (26.06.1969 — 3.05.1985); - епископ Giovanni Innocenzo Martinelli (3.05.1985 — 5.02.2017); - епископ George Bugeja (с 5 февраля 2017 года). |  |

## Статистика
| год  | население | население | население | священники | священники        | священники         | священники                           | постоянные диаконы | монахи  | монахи  | приходы |
| год  | католики  | всего     | %         | всего      | белое духовенство | черное духовенство | число католиков на одного священника | постоянные диаконы | мужчины | женщины | приходы |
| ---- | --------- | --------- | --------- | ---------- | ----------------- | ------------------ | ------------------------------------ | ------------------ | ------- | ------- | ------- |
| 1949 | 40.000    | 380.000   | 10,5      | 31         |                   | 31                 | 1.290                                |                    | 30      | 115     | 18      |
| 1969 | 30.000    | 635.000   | 4,7       | 20         |                   | 20                 | 1.500                                |                    | 37      |         | 9       |
| 1980 | 30.000    | 1.591.000 | 1,9       | 7          | 2                 | 5                  | 4.285                                |                    | 5       | 50      | 2       |
| 1990 | 30.000    | 3.040.000 | 1,0       | 5          | 1                 | 4                  | 6.000                                |                    | 4       | 30      | 1       |
| 1999 | 50.000    | 4.000.000 | 1,3       | 8          | 4                 | 4                  | 6.250                                |                    | 4       | 32      | 1       |
| 2000 | 70.000    | 4.000.000 | 1,8       | 8          | 5                 | 3                  | 8.750                                |                    | 3       | 27      | 1       |
| 2001 | 70.000    | 4.000.000 | 1,8       | 7          | 3                 | 4                  | 10.000                               |                    | 4       | 27      | 1       |
| 2002 | 70.000    | 4.000.000 | 1,8       | 8          | 4                 | 4                  | 8.750                                |                    | 4       | 29      | 1       |
| 2003 | 70.000    | 4.000.000 | 1,8       | 9          | 3                 | 6                  | 7.777                                |                    | 6       | 30      | 1       |
| 2004 | 70.000    | 4.500.000 | 1,6       | 8          | 2                 | 6                  | 8.750                                |                    | 6       | 30      | 1       |
| 2007 | 100.000   | 5.000.000 | 2,0       | 6          | 2                 | 4                  | 16.666                               |                    | 4       | 28      | 1       |
| 2010 | 150.000   | 5.500.000 | 2,7       | 6          | 1                 | 5                  | 25.000                               |                    | 6       | 28      | 1       |
| 2014 | 50.000    | 6.204.000 | 0,8       | 5          | 1                 | 4                  | 10.000                               |                    | 6       | 12      | 1       |
| 2017 | 15.160    | 6.668.430 | 0,2       | 1          |                   | 1                  | 15.160                               |                    | 2       | 8       | 2       |

## Источник
- Annuario Pontificio, Libreria Editrice Vaticana, Città del Vaticano, 2003, ISBN 88-209-7422-3